# José Cunéo
José Cunéo (* 1923) ist ein ehemaliger uruguayischer Leichtathlet.

## Karriere
Cunéo war in den Laufwettbewerben auf den Sprintstrecken und im Zehnkampf aktiv. Bei den Leichtathletik-Südamerikameisterschaften 1941 in Buenos Aires holte er mit der 4-mal-400-Meter-Staffel Uruguays die Bronzemedaille. Bei den Südamerikameisterschaften der Jahre 1943 und 1945 gehörte er der uruguayischen 4-mal-100-Meter-Staffel an, die jeweils den 3. Platz erlief. Seine persönliche Bestleistung im Zehnkampf datiert vom 22. April 1945, als er beim Wettkampf der Südamerikameisterschaft in Montevideo 6049 Punkte erzielte. Bei den Leichtathletik-Südamerikameisterschaften 1945 in Montevideo gehörte er der uruguayischen 4-mal-100-Meter-Staffel an, die die Bronzemedaille gewann.

## Erfolge
- 3. Platz Südamerikameisterschaften: 1941 – 4-mal-400-Meter-Staffel
- 3. Platz Südamerikameisterschaften: 1943, 1945 – 4-mal-100-Meter-Staffel

## Persönliche Bestleistungen
- Zehnkampf: 6049 Punkte, 22. April 1945, Montevideo